# DLX1
DLX1‏ (Distal-less homeobox 1) هوَ بروتين يُشَفر بواسطة جين DLX1 في الإنسان.